# Tomioka, Gunma
Tomioka (富岡市 Tomioka-shi) là một thành phố thuộc tỉnh Gunma, Nhật Bản.